# Dragostea din tei
"Dragostea din tei"  (en català "Amor sota el til·ler") és una cançó en romanès corresponent al disc DiscO-Zone del gènere eurodance composta pel grup de música pop O-Zone.

## Història
La cançó va ser escrita i composta per Dan Bălan, i la versió original va ser cantada per Dan Bălan, Arsenie Todiraş i Radu Sârbu. La primera versió va ser llançada el 2003 a Moldàvia, on el grup va viure i va produir cançons aquell any, i a la primavera de 2004 en la major part de països europeus. Va ser escrita i produïda per Dan Bălan (que va escriure la majoria de les cançons del grup), i va ser un dels majors èxits a l'estiu de 2004, així com una de les cançons individuals més venudes de l'any a tot Europa.
La versió d'O-Zone és la més popular a tot Europa amb l'excepció d'Itàlia, on era coneguda només per discogoers. Una altra versió de la cançó va ser realitzada per la banda romanesa Haiducii, que va llançar la cançó a Europa gairebé alhora i va ser la més popular a Itàlia (que va assolir el #1 als gràfics individuals). Els artistes, intèrprets o cantants han acusat la cançó d'Haiducii de plagiar-la sense permís.
La versió de la cançó d'O-Zone va ser llançada l'1 d'agost de 2003, mentre que la versió d'Haiducii va ser llançada el 2 de novembre del mateix any.
"Dragostea din tei" ha inspirat nombrosos vídeos de paròdies distribuïts a través d'Internet, en particular els de Gary Brolsma, amb el vídeo de la popular "Numa Numa Dance". El "Numa Numa Dance" que va aparèixer per primera vegada en la web de flash Newgrounds.com, s'ha tornat tan famós que ha suscitat nombroses paròdies als Estats Units a través dels anys, convertint-se en un fenomen d'internet.
El 2008, la cèlebre cantant Rihanna acompanyant el cantant de rap americà T.I. reprèn "Dragostea din tei" en versió Hip Hop, a "Live your life" cançó que entrà en segona posició de vendes de singles als Estats Units.
El mateix 2008, Estanislau Verdet (àlter ego del músic barceloní Pau Vallvé), va fer una versió de la cançó, cantada íntegrament en romanès, al seu àlbum L'all ho és tot pels anglesos.

## Llista de posicions el 2004
- Alemanya: # 1
- Argentina: # 3
- Austria: # 1
- Bèlgica: # 2
- Brasil: # 1
- Catalunya: # 1
- Colòmbia: # 1
- Dinamarca: # 1
- Equador: # 1
- Espanya: # 1
- Finlàndia: # 2
- França: # 1
- Països Baixos: # 1
- Irlanda: # 1
- Israel: # 1
- Itàlia: # 17 (però # 1 -10 setmanes el Dragostea din tei d'Haiducii)
- Mèxic: # 1
- Moldàvia: # 1
- Noruega: # 1
- Perú: # 1
- Polònia: # 1
- Portugal: # 1
- Regne Unit: # 3
- Romania: # 1
- Rússia: # 1
- Suècia: # 3 però # 1 la versió d'Haiducii.
- Suïssa: # 1
- Veneçuela: # 1